# Kamienica przy ulicy Tenczyńskiej 6 w Krakowie
Kamienica przy ulicy Tenczyńskiej 6 – zabytkowa kamienica znajdująca się w Krakowie, w dzielnicy I przy ulicy Tenczyńskiej, na Nowym Świecie.
Kamienica została wzniesiona w 1898 roku. W 1930 roku budynek został nabudowany o trzecie piętro, zgodnie z projektem Edwarda Bujaka.
Kamienica została wpisana do gminnej ewidencji zabytków. Znajduje się na obszarze Nowego Światu, którego układ urbanistyczny został wpisany 9 czerwca 2015 do rejestru zabytków.